# Parcours statuaire Westersingel

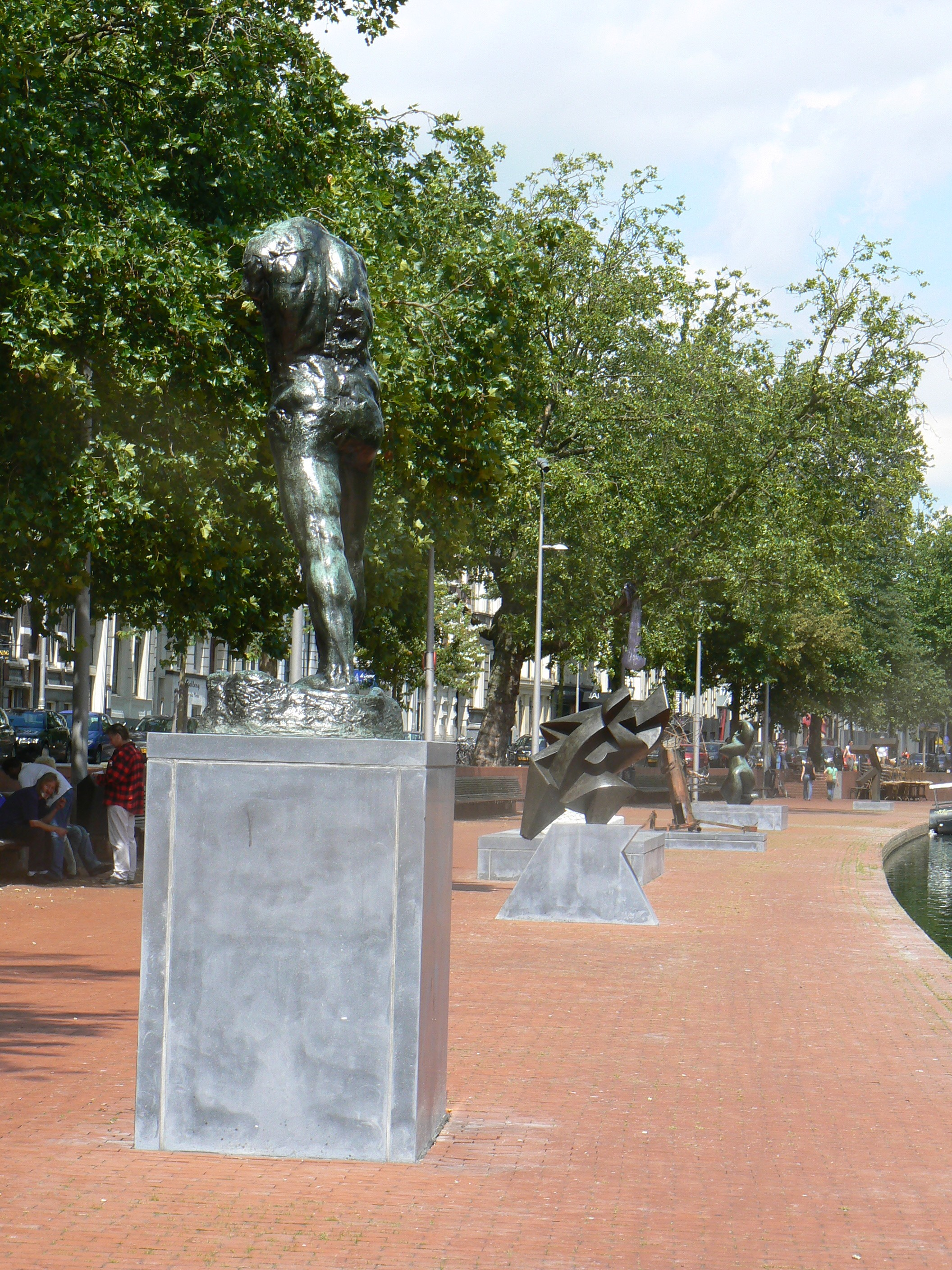
Terrasse de sculptures, le long du Westersingel

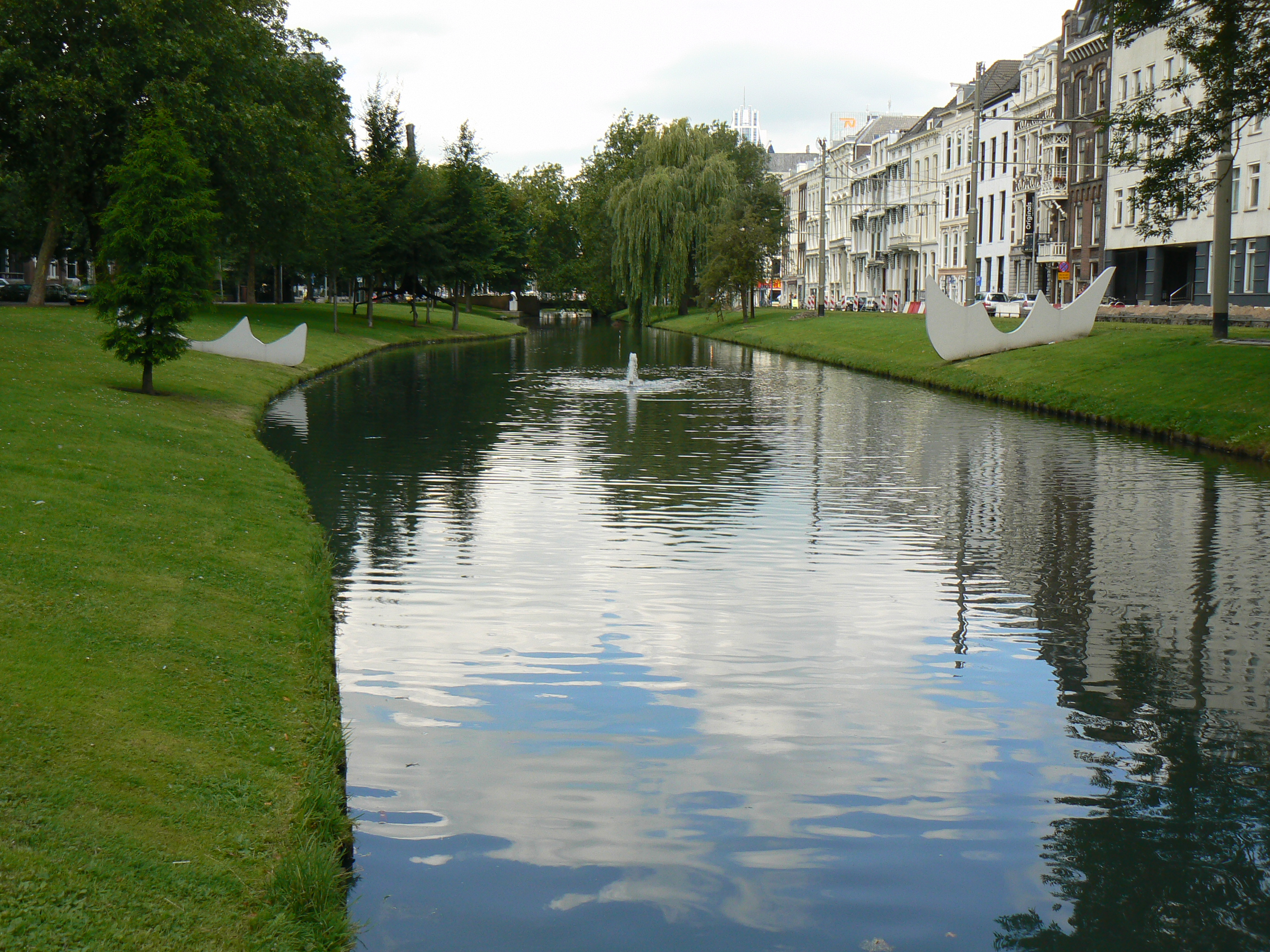
Westersingel entre Westblaak et Westzeedijk.

Le parcours statuaire du Westersingel fait partie du projet artistique développé par Rotterdam. Entre la Kruiskade et le Westzeedijk, 17 statues forment l'ensemble intitulé l'Internationale Beelden Collectie (IBC) de la ville.

## Les statues du parcours
Le parcours est constitué d'une terrasse piétonne qui longe le cours d'eau.
Traversée Westersingel/Kruiskade:
- 1 Hubert van Lith, Résistance sans relâche (1965)
- 2 Travail Koelewijn, Formule B (2001)

Le long du Westersingel:
- 3 Joel Shapiro, Sans titre (1999)
- 4 Henri Laurens, La Grande Artiste (1938)
- 5 Carel Visser, de la Mère et de l'Enfant (2001)
- 6 Umberto Mastroianni, L'adieu (1955)
- 7 Fritz Wotruba,  Figure étendue (1971)
- 8 Auguste Rodin, L'homme qui Marche (1905)

Eendrachtsplein:
- 9 Paul McCarthy, Santa Claus (2001)

Traversée Westersingel - Westblaak:
- 10 David Bade, Anita (2001)

Westersingel entre Westblaak et Witte de Withstraat :
- 11 Franz West, Qwertz (2001)

Traversée Westersingel/Witte de Withstraat :
- 12 Pablo Picasso/Nesjar, Sylvette (1970)

Westersingel entre Witte de Withstraat et le Temps:
- 13 John Blake, De Hals (2000)
- 14 Giuseppe Penone, Elevazione (2001)
- 15 Richard Artschwager, Sans titre (1987)
- 16 Frans et Marja de Boer Lichtveld, Sans Titre (1985)

Temps:
- 17 Coop Himmelb(l)au, De lange, gele benen van de architectuur (1987)

## Galerie

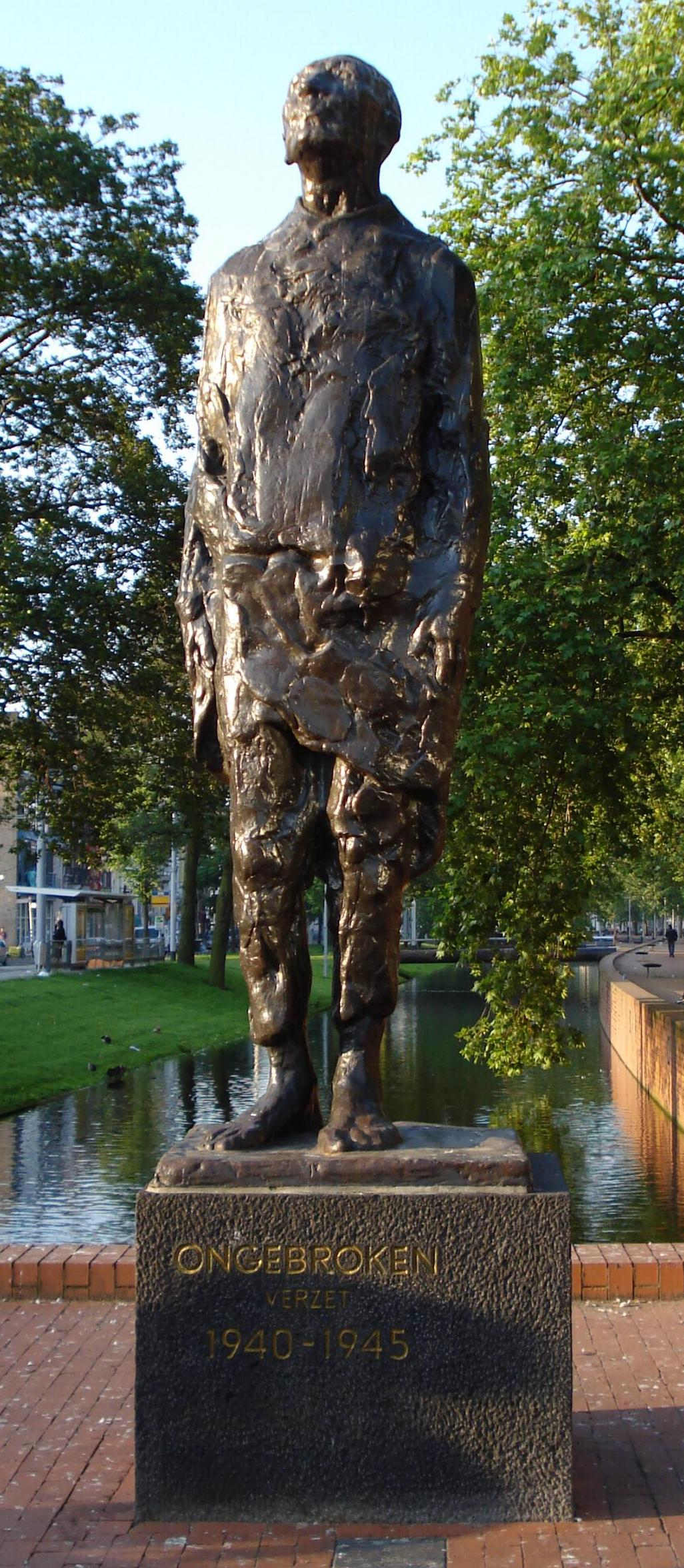
1. Hubert van Lith: Résistance sans relâche
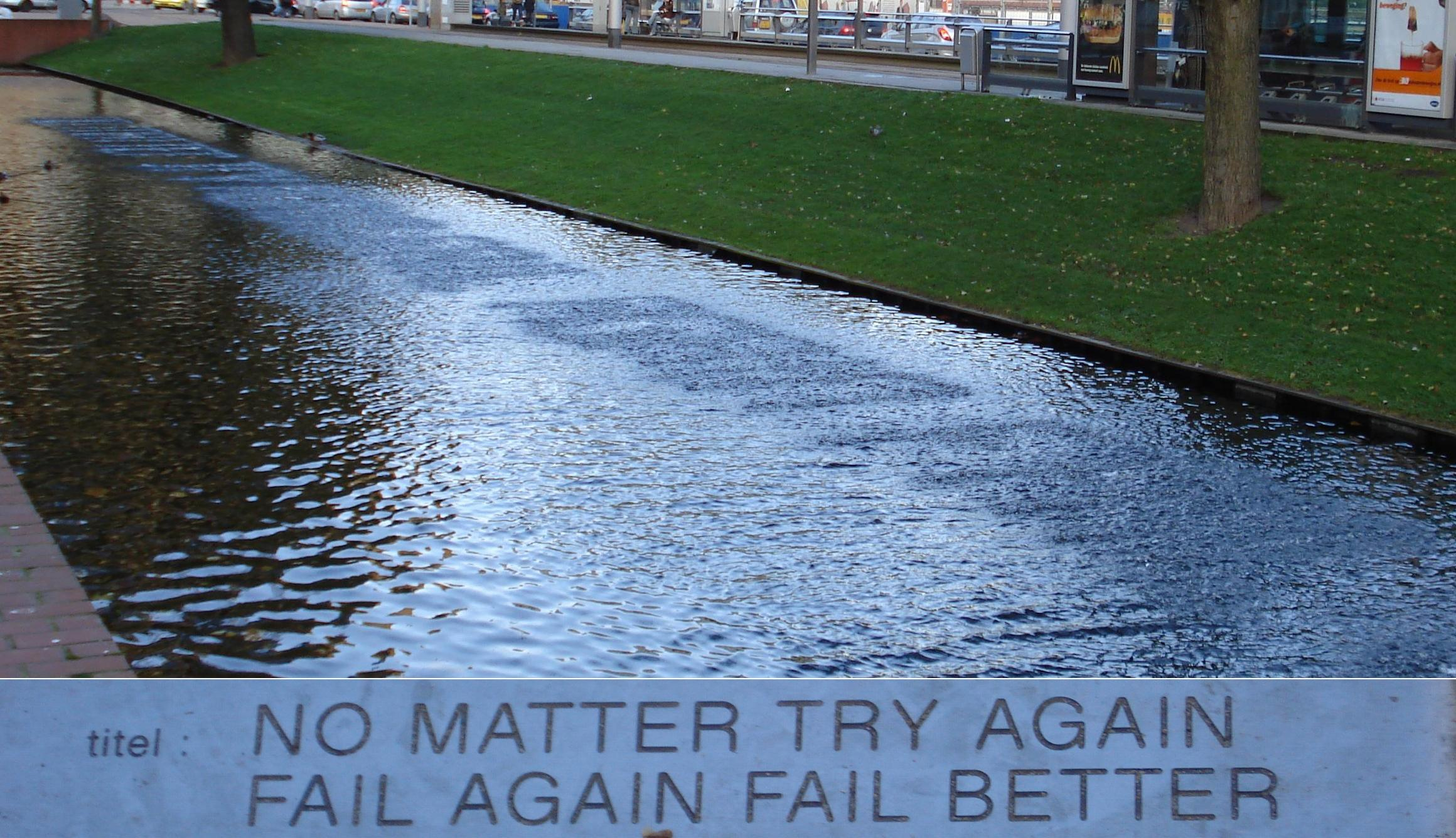
2. Job Koelewijn: Formule B
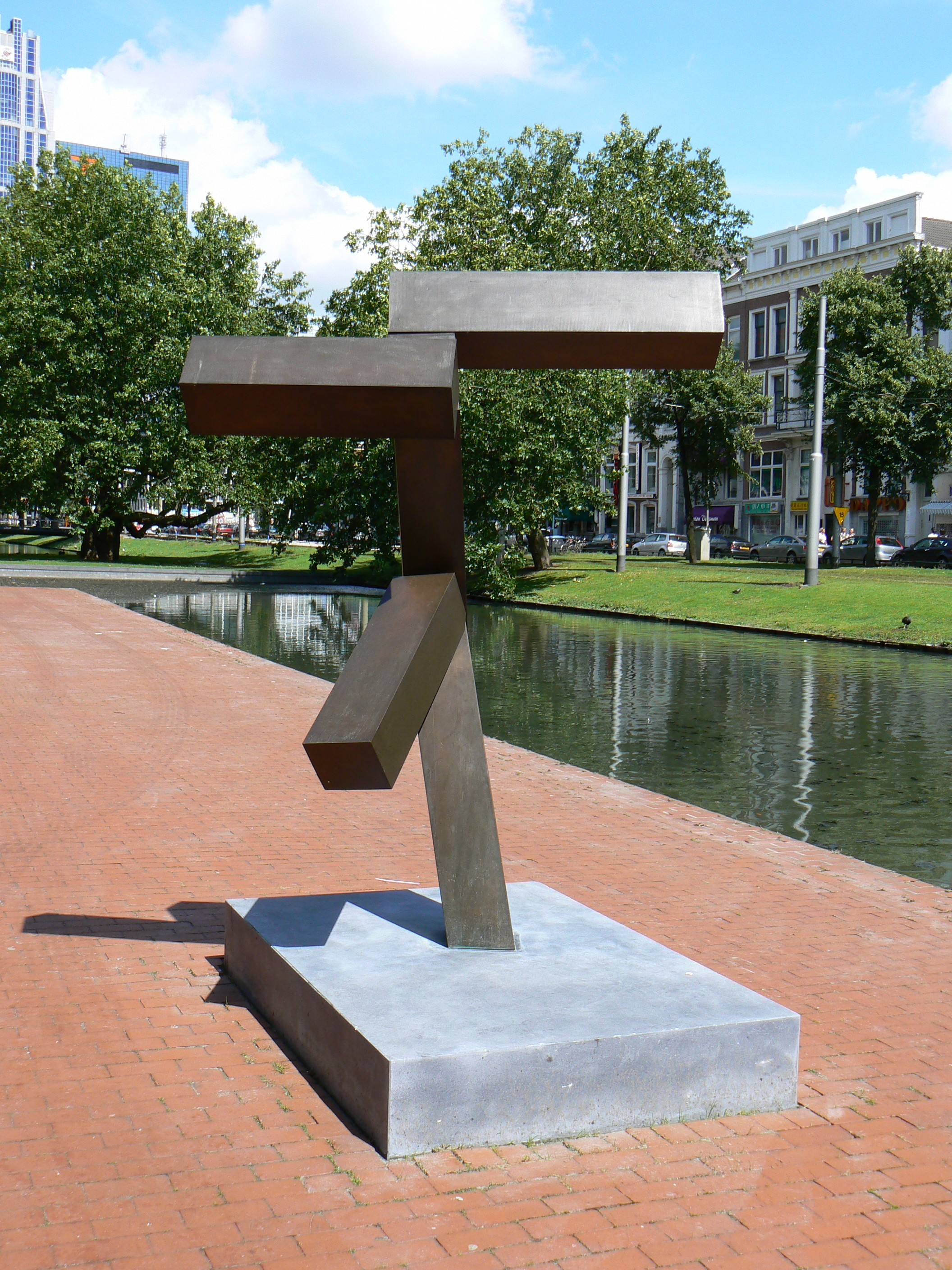
3. Joel Shapiro: Sans titre
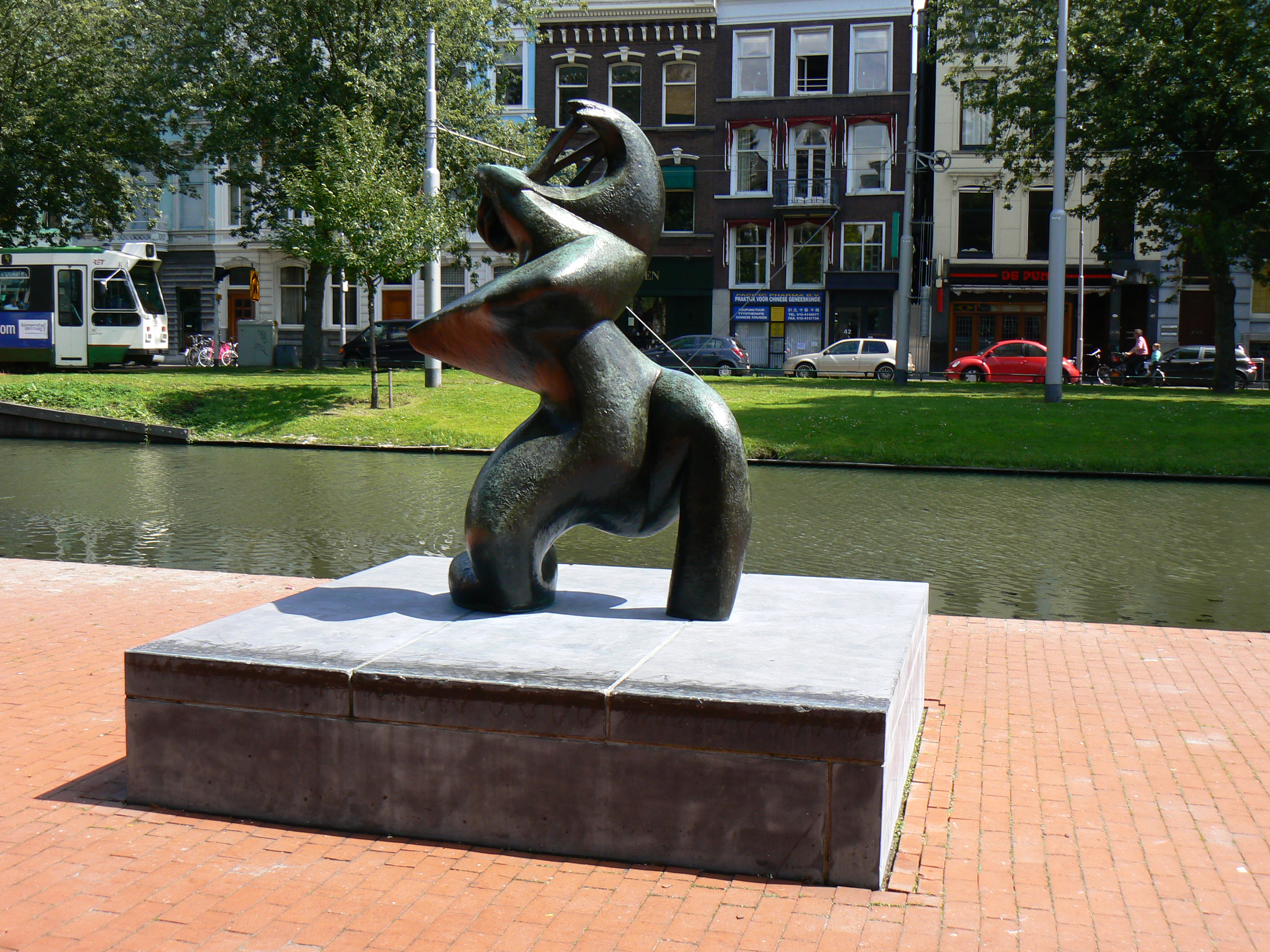
4. Henri Laurens: La Grande Musicienne
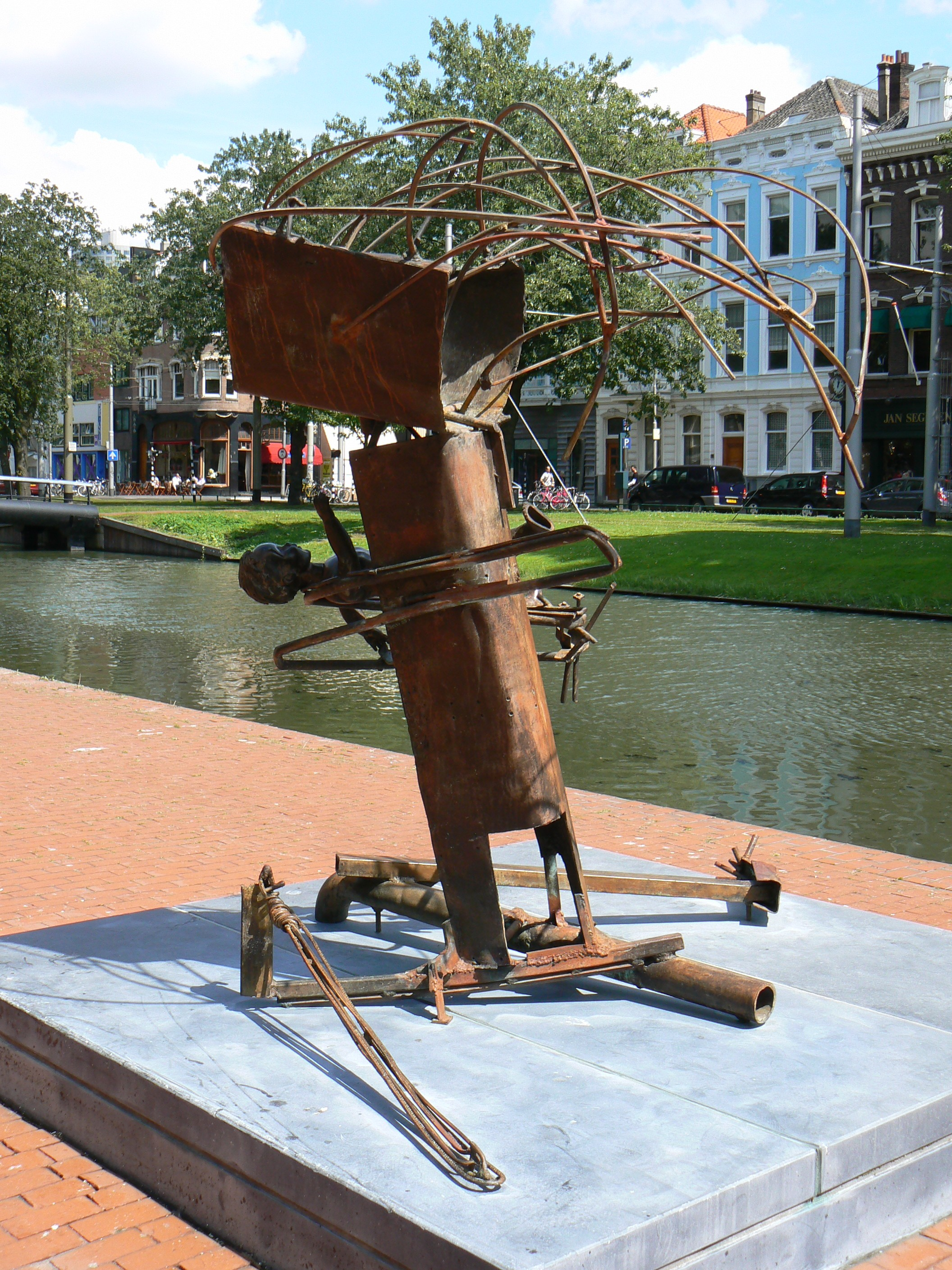
5. Carel Visser: Mère et enfant
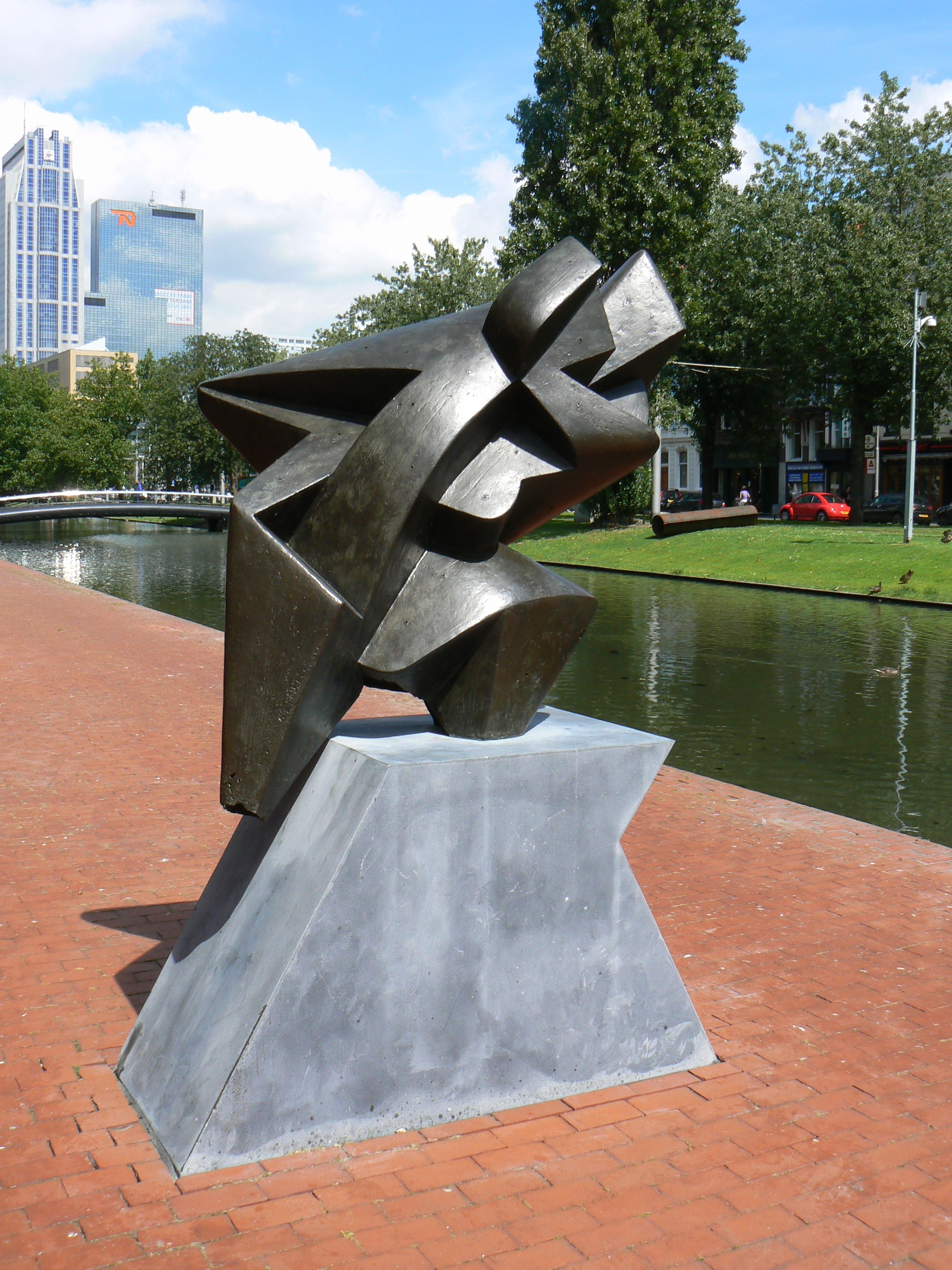
6. Umberto Mastroianni. Het afscheid
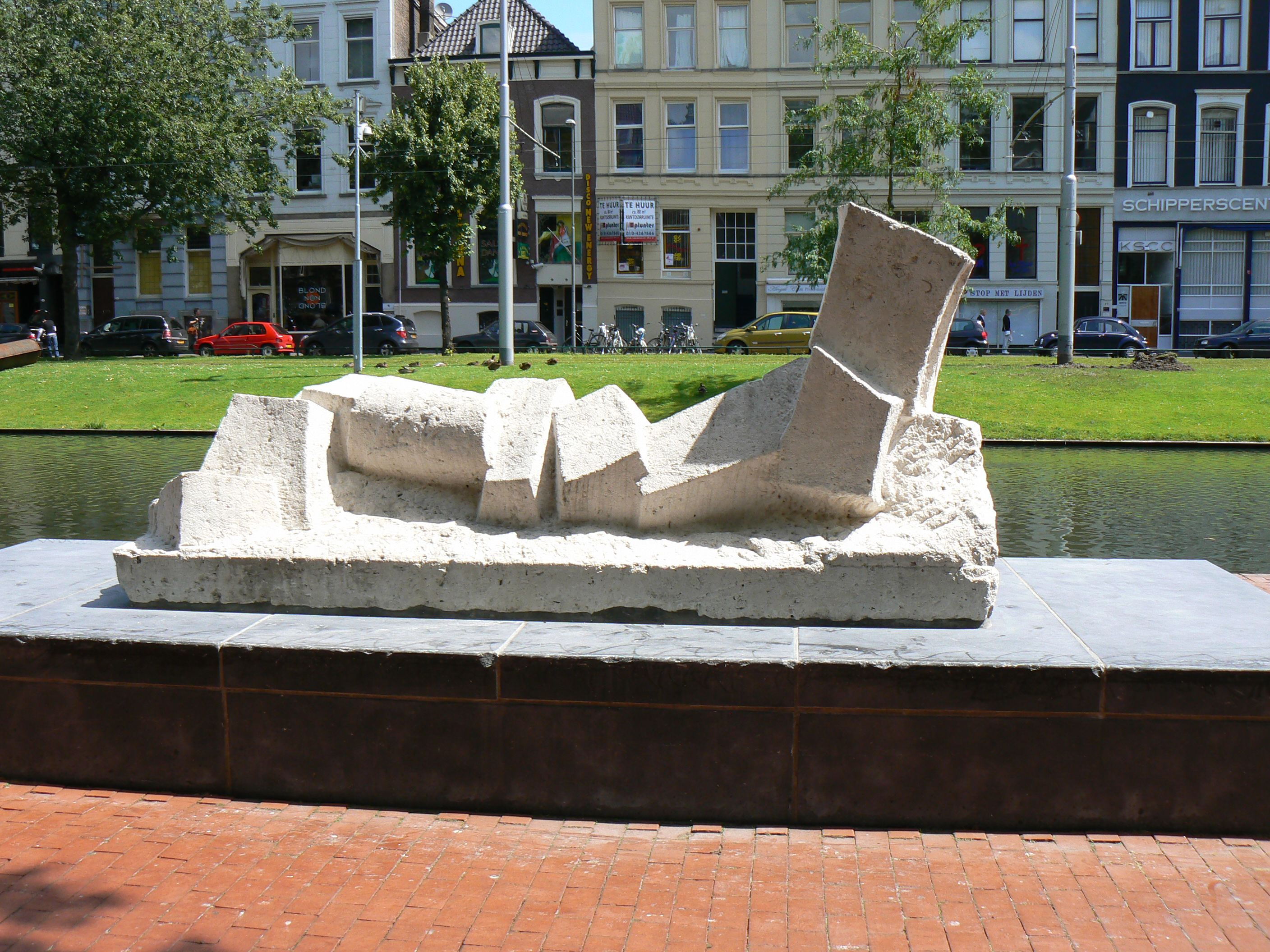
7. Fritz Wotruba: Liggende figuur
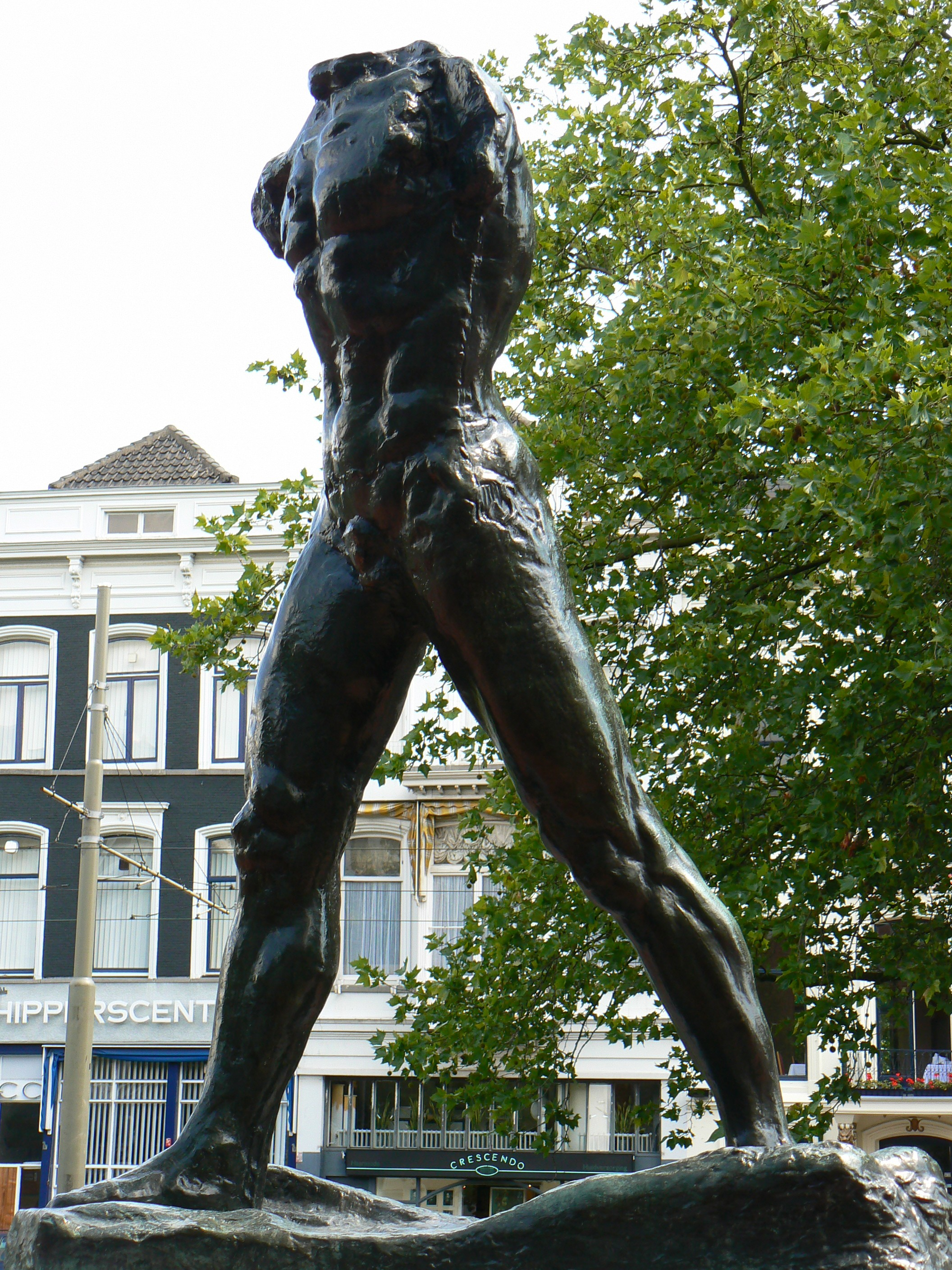
8. Auguste Rodin: L'Homme qui marche
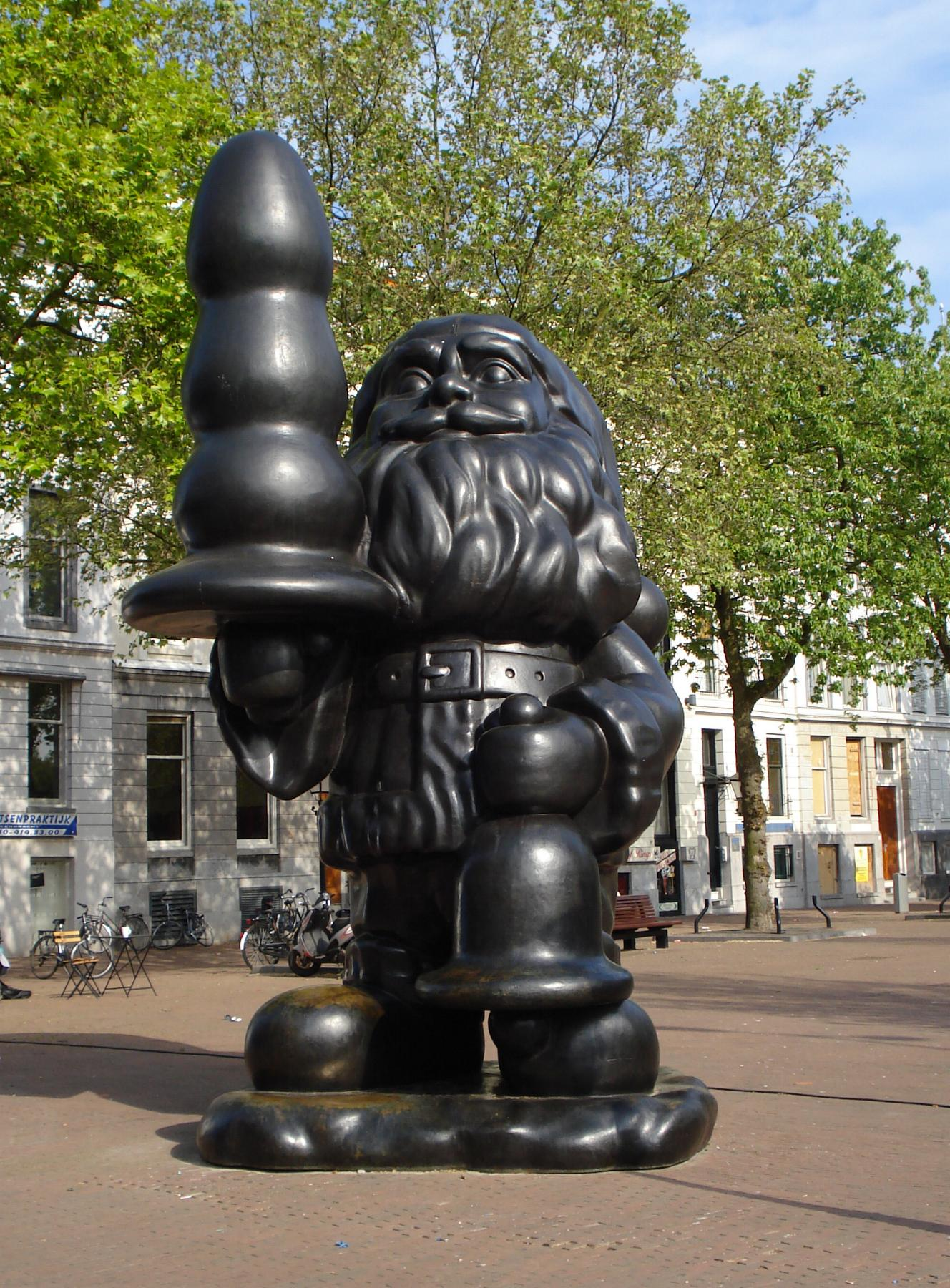
9. Paul McCarthy: Santa Claus
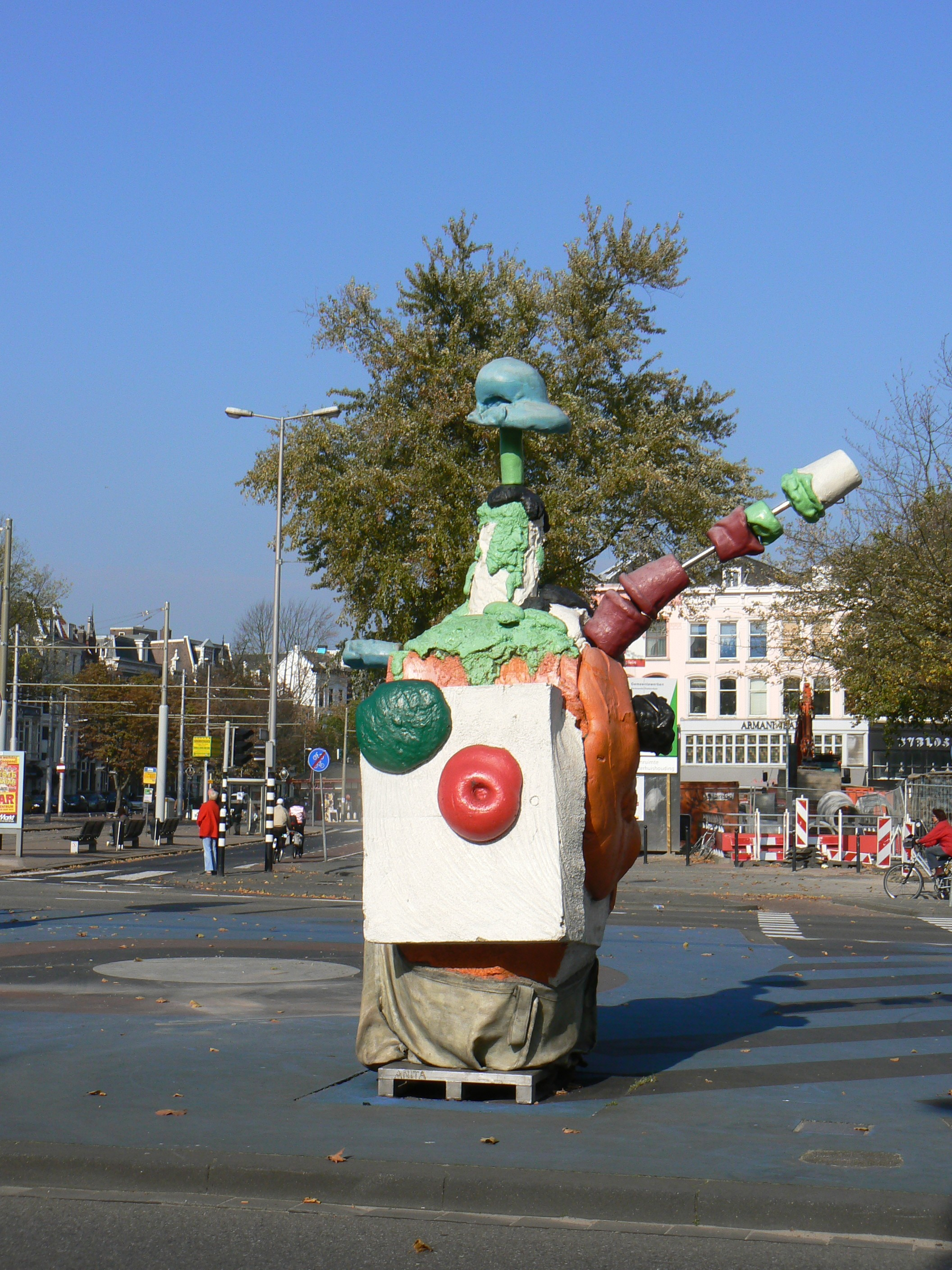
10. David Bade: Anita
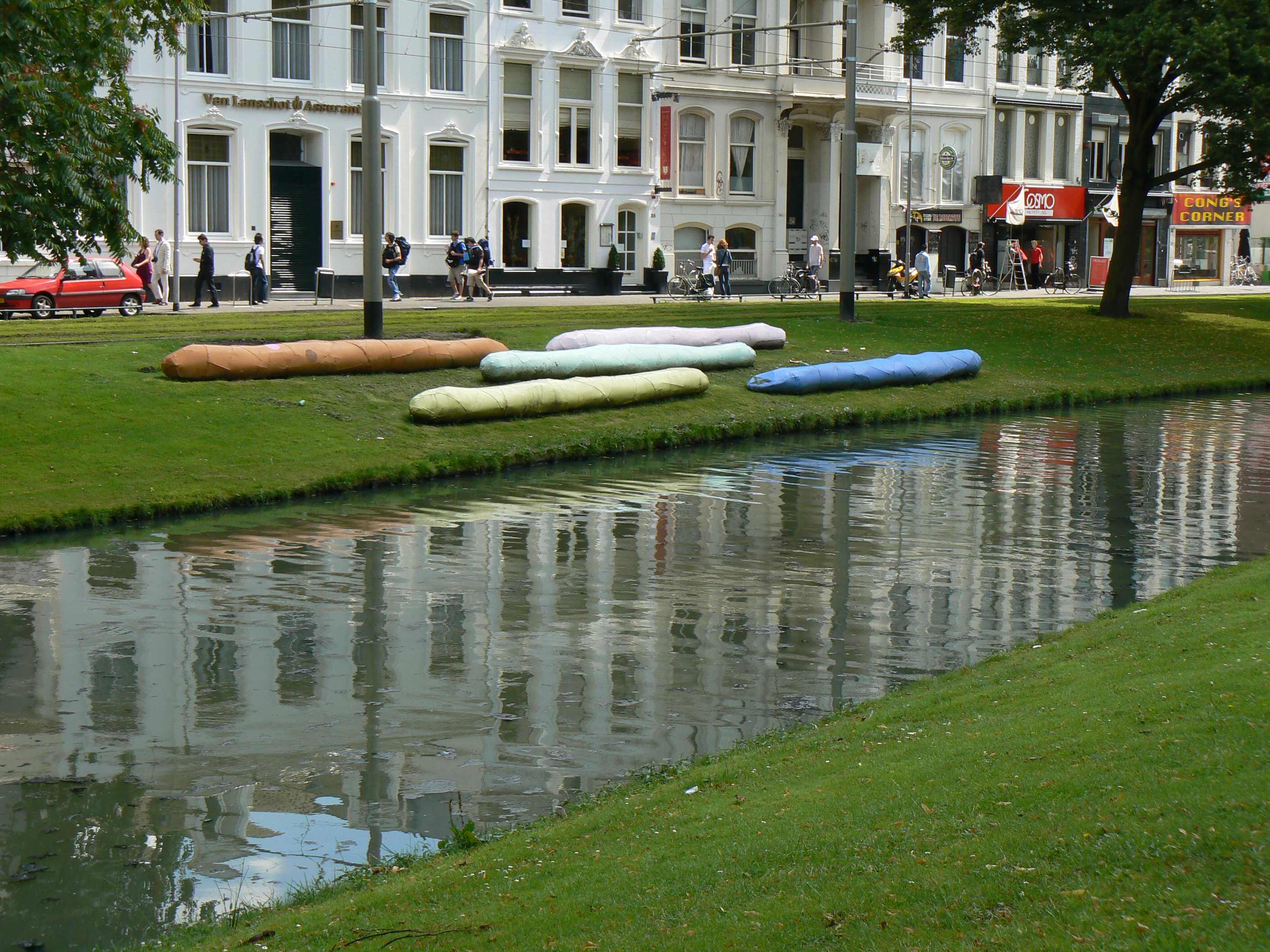
11. Franz West: Qwertz
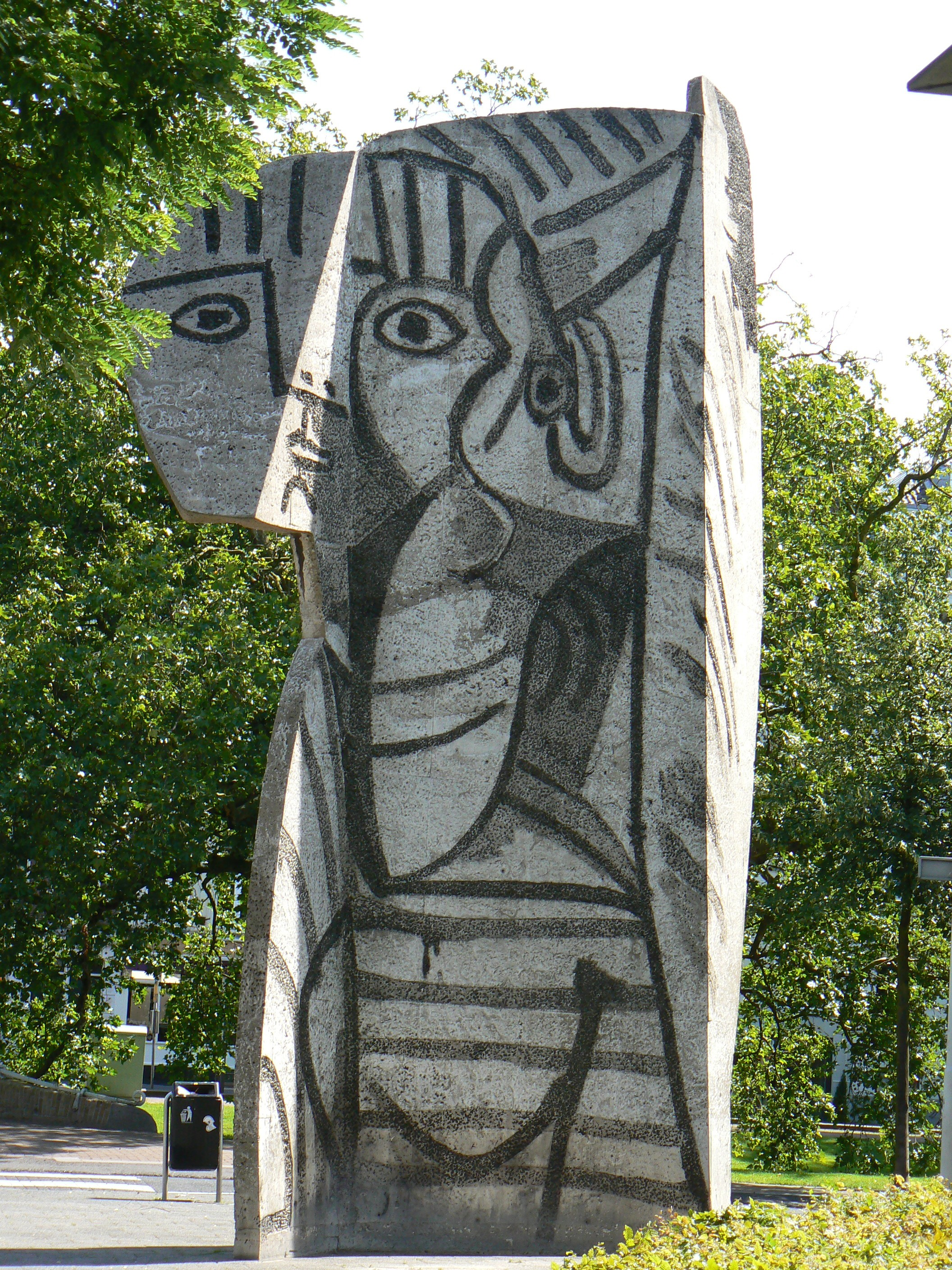
12. Pablo Picasso: Sylvette
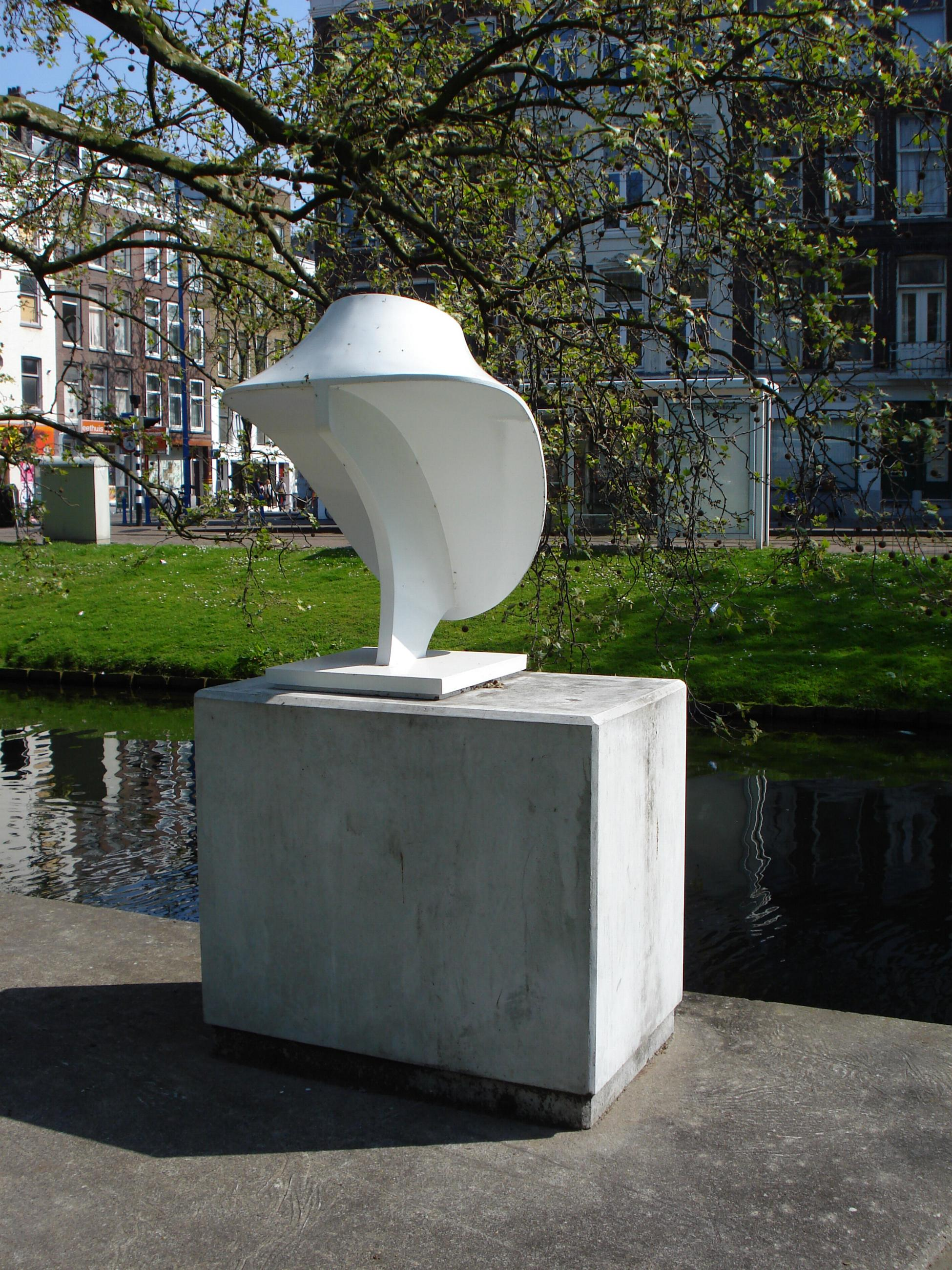
13. John Blake: De hals
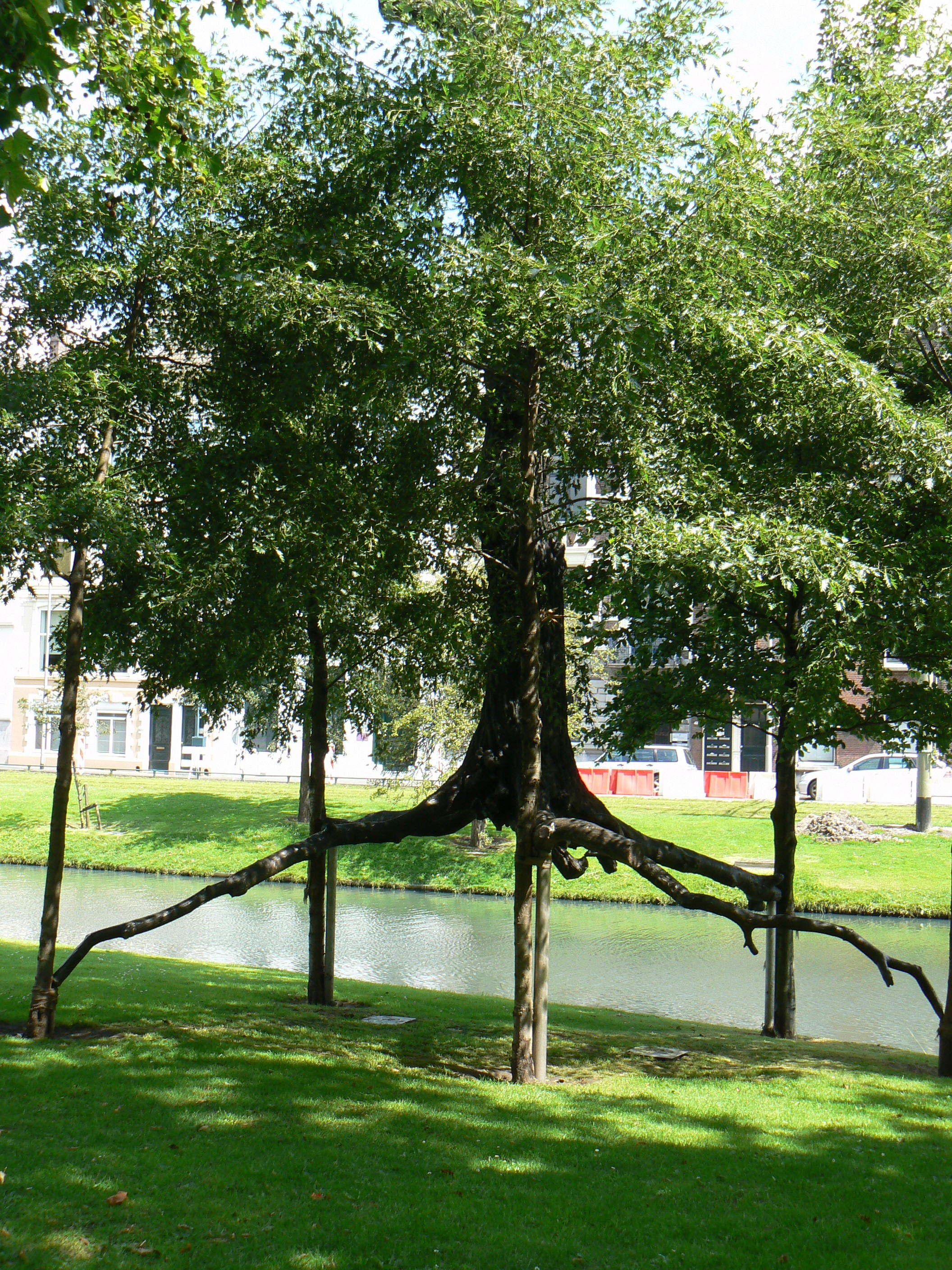
14. Giuseppe Penone: Elevazione
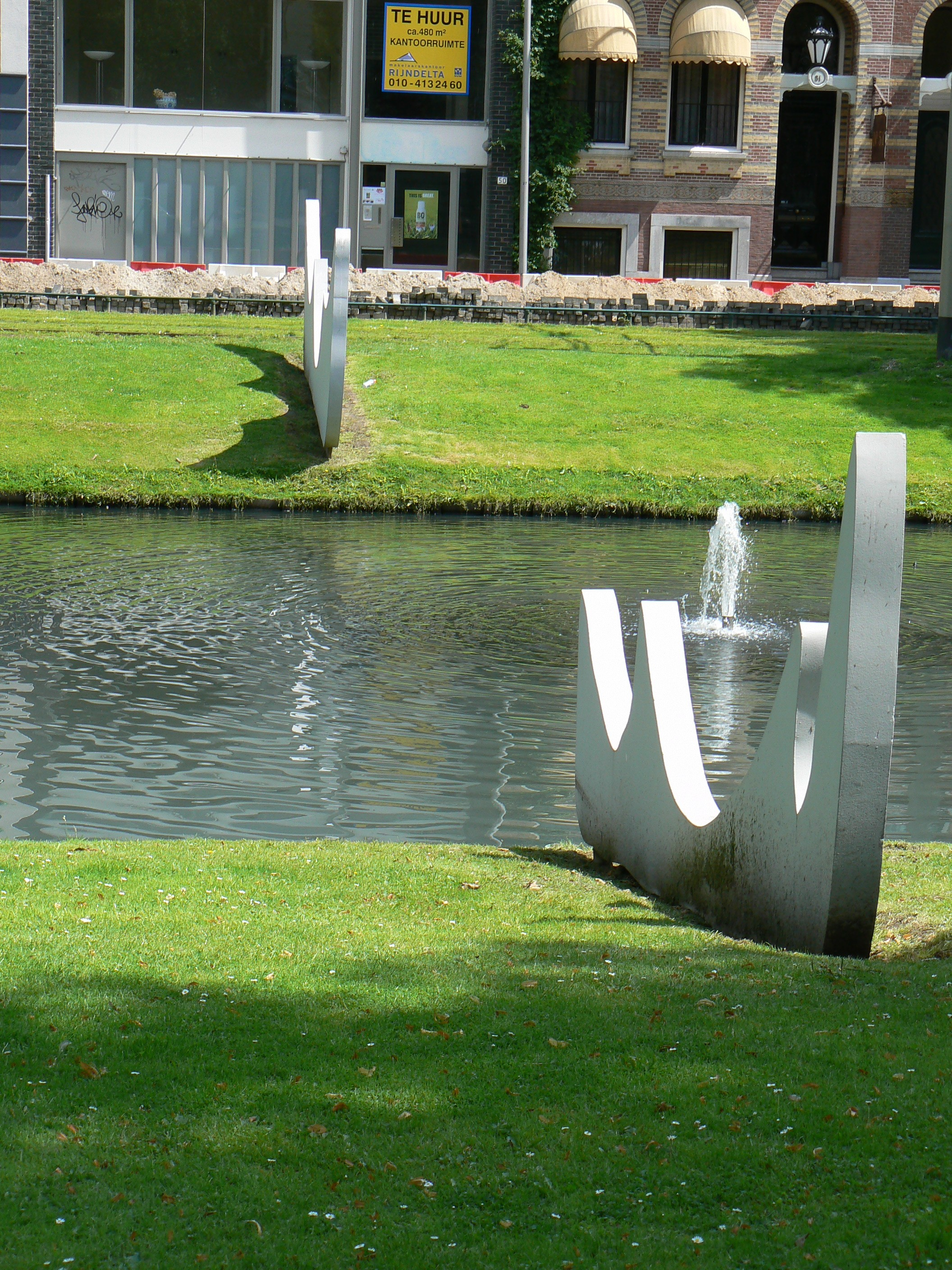
15. Richard Artschwager: Sans titre
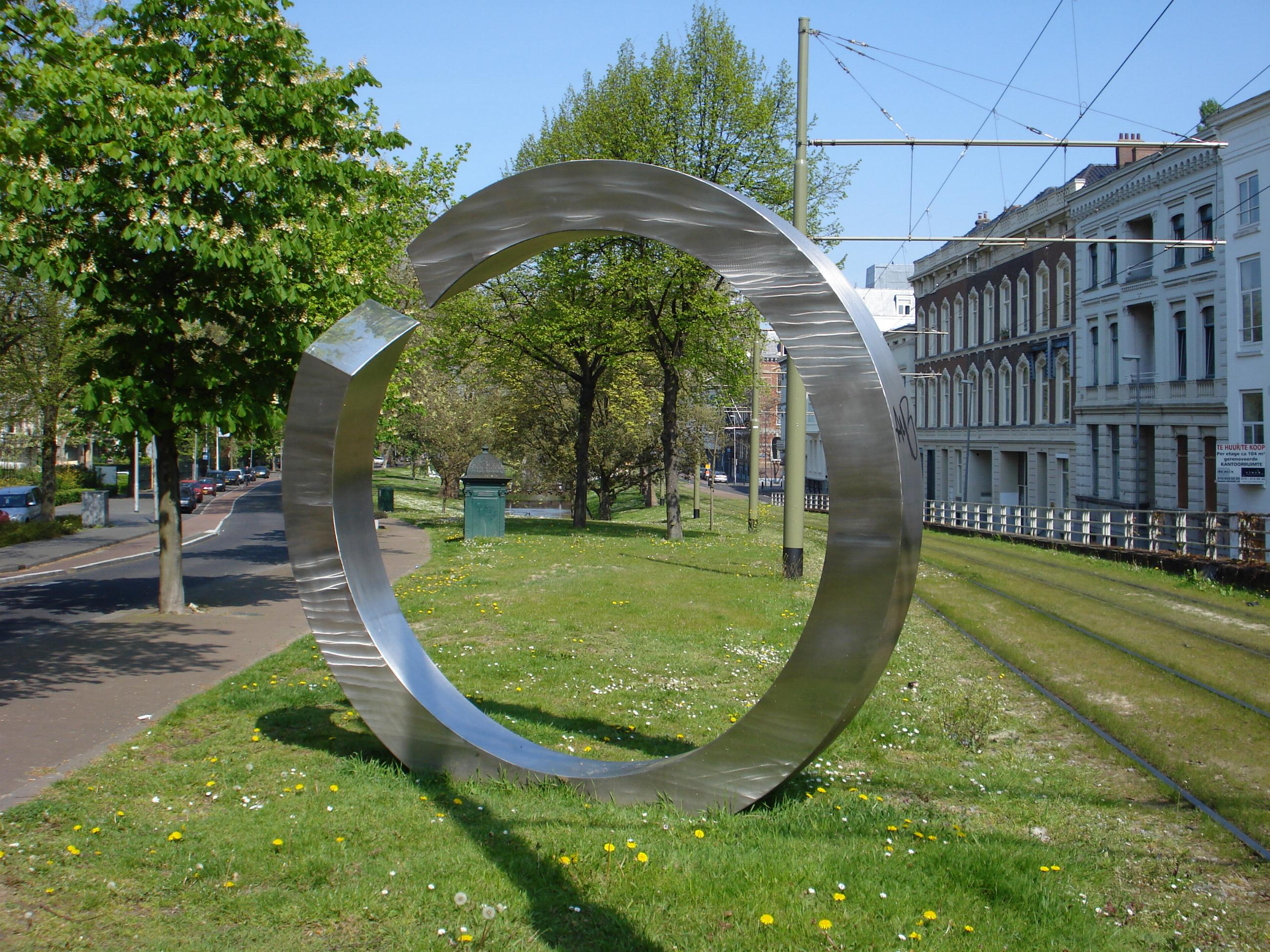
16. Frans en Marja de Boer-Lichtveld: Sans titre
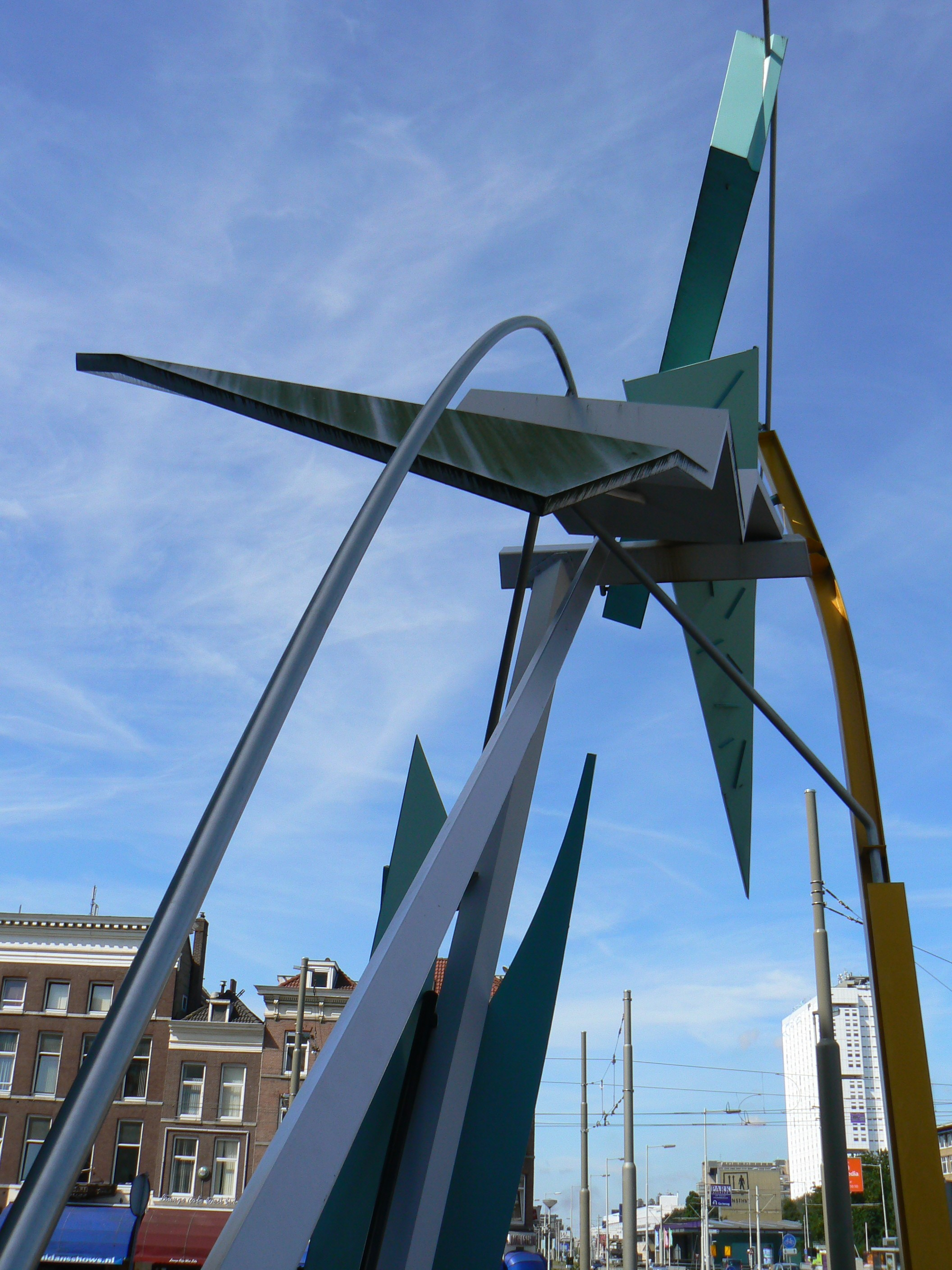
17. Coop Himmelb(l)au: De lange, gele benen van de architectuur